# Jorge Garcia
Jorge Fernando García Meza, conegut com a Jorge Garcia (Omaha, Nebraska, Estats Units, 28 d'abril de 1973) és un actor estatunidenc.
És fill del metge xilè Humberto García, qui a mitjans de la dècada de 1960 va decidir partir a perfeccionar-se als Estats Units, però es va quedar allí després de formar una família.
Jorge García va cridar l'atenció amb la seva actuació com a Hector López a la sèrie de televisió Becker, així com a la sèrie Lost amb el personatge de Hugo "Hurley" Reyes. També actua com a humorista de monòlegs. La banda musical Weezer li va dedicar l'àlbum Hurley (2010) en honor d'aquest personatge i una imatge de la seva cara era la portada del disc. En alguns concerts de la gira que van realitzar per promocionar el disc, Garcia hi va participar com a cantant convidat.

## Filmografia
- Sweetzer (2006) ... Sergio
- Deck the Halls (2006) ... Wallace
- The Good Humor Man (2005) ... Mt. Rushmore
- Little Athens (2005) ... Pedro
- Hitman: Blood Money (2005) ... Veu
- Lost (2004 - 2010) ... Hugo "Hurley" Reyes
- Tals From The Crapper (2004) ... Raccoon Head
- Happily Ever After (2004) ... Chris
- Curb Your Enthusiasm (2004) ... Narcotraficant (1 episodi)
- Becker (2003-2004)... Hector López (10 episodis)
- Columbo: Columbo Likes the Nightlife (2003) ... Julius
- Rock Em Baby (2003)... Vizzy (1 episodi)
- The Slow and the Cautious (2002) ... Teddy
- Spin City (2001) ... Cabbie (1 episodi)
- King of the Open Mic's (2000) ... Meatloag
- Tomorrow by Midnight (1999) ... Jay
- Raven's Ridge (1997) ... Monty

## Premis
- 2005. Screen Actors Guild Awards al millor conjunt en una sèrie de drama per Lost.